# Обыкновенная песчаная акула
Обыкновенная песчаная акула, или серая песчаная акула, или атлантическая песчаная акула, или европейская песчаная акула, или аргентинская песчаная акула, или австралийская песчаная акула, или австралийская акула-нянька (лат. Carcharias taurus) — хрящевая рыба больших размеров, встречающаяся в тёплых прибрежных водах субтропиков. Эта акула обладает следующими особенностями: голова уплощённо-конической формы, длинный рот начинается перед глазами, третье веко отсутствует, зубы длинные и узкие с хорошо заметными бугорками, анальные и спинные плавники примерно одинакового размера, хвостовой плавник асимметричный с выдающейся верхней лопастью, цвет — светло-коричневый, зачастую с тёмными рыжеватыми или коричневыми точками. Обыкновенные песчаные акулы иногда охотятся, сбившись в стаи. Их рацион состоит из костистых рыб, кальмаров и скатов. В отличие от других акул они способны заглатывать с поверхности воды воздух, придавая себе нейтральную плавучесть, и зависать в толще воды с минимальными усилиями. Эти акулы легко уживаются в неволе.

## Таксономия
Впервые вид научно описан под названием Carcharias taurus натуралистом Константэном Рафинеском на основании экземпляра, пойманного в водах Сицилии. Данная им таксономическая классификация долгое время вызывала споры у специалистов по акулам. Спустя 27 лет после описания Рафинеска немецкие биологи Иоганн Петер Мюллер и Фридрих Генле изменили название вида на Triglochis taurus. Через год натуралист Жан-Луи Родольф Агасси на основании образца ископаемых зубов переклассифицировал вид как Odontaspis cuspidata. Это название использовали вплоть до 1961 года, когда палеонтологи и ихтиологи У.Такер, И.Уайт и Н.Маршалл ходатайствовали о вторичном отнесении вида к роду Carcharias. Их запрос был отклонён, и в Международном кодексе зоологической номенклатуры вид был отнесён к роду Odontaspis, получив название Odontaspis taurus. В 1977 году южноафриканский специалист по акулам Леонард Компаньо оспорил это название и заменил его на Eugomphodus. В конечном счёте виду было возвращено исходное название Carcharias taurus. Голотип не назначен.
Название рода происходит от слова греч. καρχαρίας — «акула», а видовое от слова лат. taurus — «бык».

## Ареал и среда обитания
Обыкновенные песчаные акулы обитают практически во всех тропических морях за исключением восточной части Тихого океана (побережья Северной и Южной Америк). В западной Атлантике они встречаются от залива Мэн до Флориды, на севере Мексиканского залива, у Багамских островов и на Бермудах, а также от южного побережья Бразилии до севера Аргентины. В восточной Атлантике они обитают от Средиземного моря до Канарских островов и островов Зелёного мыса, вдоль побережья Сенегала и Ганы, а также от юга Нигерии до Камеруна. В восточной части Индийского океана их можно встретить от ЮАР до южного Мозамбика. Этих акул наблюдали в Красном море. В западной части Тихого океана они обитают от Японии до Австралии, исключая воды Новой Зеландии. Несмотря на широкое распространение вида локальные популяции изолированы друг от друга.
Они предпочитают держаться на песчаном дне недалеко от берега, в эстуариях рек, мелких бухтах и на скалистых и тропических рифах на глубине до 191 м. Встречаются преимущественно ближе ко дну, но также появляются и у поверхности. Обыкновенные песчаные акулы совершают сезонные миграции на небольшие расстояния.

## Описание
У этих акул коренастое тело и немного приплюснутое рыло. Глаза маленькие, третьего века нет. На верхней челюсти зуб на симфизе обычно отсутствует. Передние зубы оснащены широкими заострёнными зубцами. Первый спинной плавник сильно сдвинут назад, его основание находится ближе к основанию брюшных плавников. Спинные плавники приблизительно одинакового размера. Анальный плавник такой же или крупнее спинных плавников. Верхняя лопасть хвостового плавника удлинена и составляет до 1/3 от длины тела. Нижняя — короткая, но хорошо развитая. Латеральные кили на хвостовом стебле отсутствуют.
Окраска светло-коричневого цвета, брюхо белое. Птеригоподии у самцов серого цвета со светлыми концами. По телу взрослых акул разбросаны многочисленные пятнышки коричнево-красного цвета. Кожа покрыта неплотно прилегающими плакоидными чешуйками яйцевидной формы с заострённым каудальным концом. На верхней челюсти имеются 44—48, а на нижней 41—46 зубных рядов. По бокам рта расположены мелкие многочисленные зубы.
Максимальная зарегистрированная длина у самок составляет 320 см, а у самцов 301 см, обычная длина — 250 см. Масса может достигать 159 кг, а по некоторым данным 300 кг. В августе 2007 года у берегов Саус Уэст Рокс, Новый Южный Уэльс, Австралия, был сделан фотоснимок обыкновенной песчаной акулы-альбиноса.

## Биология

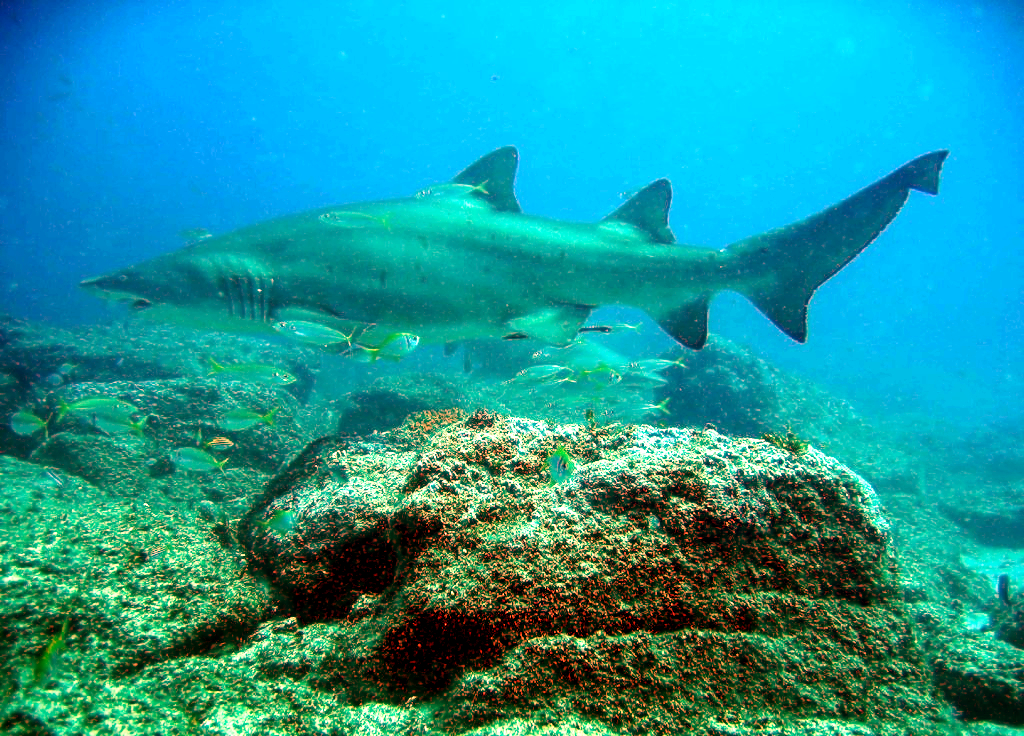

Обыкновенные песчаные акулы являются активными ночными хищниками..
Это единственная известная акула, обладающая способностью заглатывать воздух, накапливая его в желудке для регулирования плавучести.
Известно, что на стайных рыб обыкновенные песчаные акулы охотятся, собираясь в группы. Кроме того, они собираются в стаи для спаривания или нападения на крупную добычу. У берегов Австралии и Южной Африки эти акулы иногда сбиваются в стаи от 20 до 80 особей. В австралийских водах у обыкновенных песчаных акул наблюдается сегрегация по полу; зимой самцы встречаются преимущественно у южного Квинсленда, а самки у побережья Нового Южного Уэльса. У Южной Африки спаривание происходит в самой тропической зоне ареала, тогда как роды случаются в тёплых умеренных водах. Точное расположение природных питомников у берегов Северной Америки не определено, однако, известно, что там потомство появляется на свет в марте и апреле.
Поведение обыкновенных песчаных акул было изучено в неволе, в океанариумах, где они живут вместе с воббегонгами, серыми акулами, семижаберными акулами, скатами и рифовыми и пелагическими костистыми рыбами. Исследования обнаружили наличие у этого вида акул сложных форм поведения, включая социальные контакты (ухаживание и спаривание) и агрессивное поведение по отношению к прочим морским позвоночным и дайверам. Среди трёх обыкновенных песчаных акул (2 самца и 1 самка) наблюдалось соблюдение доминантной иерархии. Акулы зависали в толще воды; самцы подплывали к самке сзади и снизу и помещали рыло под её клоакой; следовали друг за другом, носом повторяя движения хвостовой лопасти плывущего впереди; стремительно кусали других рыб в аквариуме и уплывали прочь; кружили и проплывали мимо других рыб и дайверов. Проявление покорности выглядело следующим образом: непосредственно перед копуляцией самка медленно плавала, опустив туловище под углом около 15° и демонстрируя брюшные плавники. Кроме того, самка сворачивала брюшные плавники, а затем разворачивала их, показывая клоаку. Если самка была не готова к совокуплению, она плавала близко ко дну, защищая клоаку.
Во время брачного сезона самцы переставали питаться и начинали вести себя агрессивно, особенно по отношению к серым акулам. При их приближении самка медленно плавала над песчаной площадкой, изгибала брюшные плавники, тогда как самцы становились светлее и защищали выбранное ею место и, вероятно, её саму, преследуя и покусывая неполовозрелых обыкновенных песчаных акул, прочих акул и дайверов. Затем доминантный самец кусал самку за анальный плавник. Самка разворачивалась и кусала его в ответ и продолжала патрулировать песчаную площадку. Через несколько дней ухаживаний доминантный самец внезапно хватал самку за правый бок и грудной плавник, оплетал самку своим телом и вводил один из своих птеригоподиев в её клоаку на несколько минут. После окончания спаривания он уплывал, не проявляя больше к ней никакого интереса.
Обыкновенные песчаные акулы размножаются бесплацентарным живорождением, в помёте обычно два детёныша, беременность длится 9—12 месяцев. Эмбрионам во время развития внутри матери свойственна оофагия. Они питаются как неоплодотворёнными яйцами, так и другими эмбрионами. Яйца вырабатываются в яичниках и попадают в яйцеводы, где они образуют группы по 16—23 штук. Однако между оплодотворением и родами в каждой группе остаётся только один зародыш, остальных он съедает. У эмбриона размером 17 см имеются острые функциональные зубы, зародыш длиной 26 см плавает внутри матки. Эмбрионы на позднем сроке развития имеют размер около 1 м. Обыкновенные песчаные акулы размножаются каждые 2 года.
Самцы достигают половой зрелости к 5, а самки к 6 годам. По другим данным, самцы становятся половозрелыми при достижении длины 1,8 м, что соответствует возрасту 6—7 лет, а самки при длине около 2 м в возрасте от 9 до 10 лет. Считается, что у акул откладывается на позвонках по два кольца роста за год. Кольца роста отражают возраст акул от 10 лет. В ЮАР один самец прожил в неволе 17 лет. Первые 5 лет акулы растут быстро, к 10 годам рост существенно замедляется и полностью прекращается к 16 годам.
Обыкновенные песчаные акулы питаются костистыми рыбами, мелкими акулами, скатами, кальмарами, крабами и лобстерами, а также морскими млекопитающими. В их рацион входят сельди, анчоусы, мерлузы, угри, удильщики, конгрио, ящероголовые, морские сомы, горбылёвые, австралийские лососи, морвонги, кифозовые, луфари, скумбрии, пеламиды, строматеевые, луциановые, губаны, кефали, эфипповые, морские петухи, плоскоголововые, перкофовые, каменные окуни, морские караси, ставриды, реморы, камбалы и т. д. Их добычей могут стать серые акулы, куньи акулы, скватины, песчаные акулы, скаты и их яйцевые капсулы. Иногда в желудках обыкновенных песчаных акул находят водоросли. Исследовав содержимое желудков 557 акул, обитавших у берегов Уругвая, у 2 % обнаружили остатки морских львов.

## Взаимодействие с человеком
Акула в целом считается неагрессивной, однако в списке International Shark Attack File с 1990 по 2011 год зарегистрировано 30 случаев неспровоцированного нападения обыкновенных песчаных акул на людей, из которых одно имело летальный исход. Считается, что самцы ведут себя более агрессивно во время сезона спаривания. Эти акулы хорошо уживаются и размножаются в неволе, их часто содержат в океанариумах США, Европы и Австралии. Их можно содержать совместно с другими акулами и прочими рыбами. В Кейптауне можно совершить погружение в аквариуме с обыкновенными песчаными акулами.

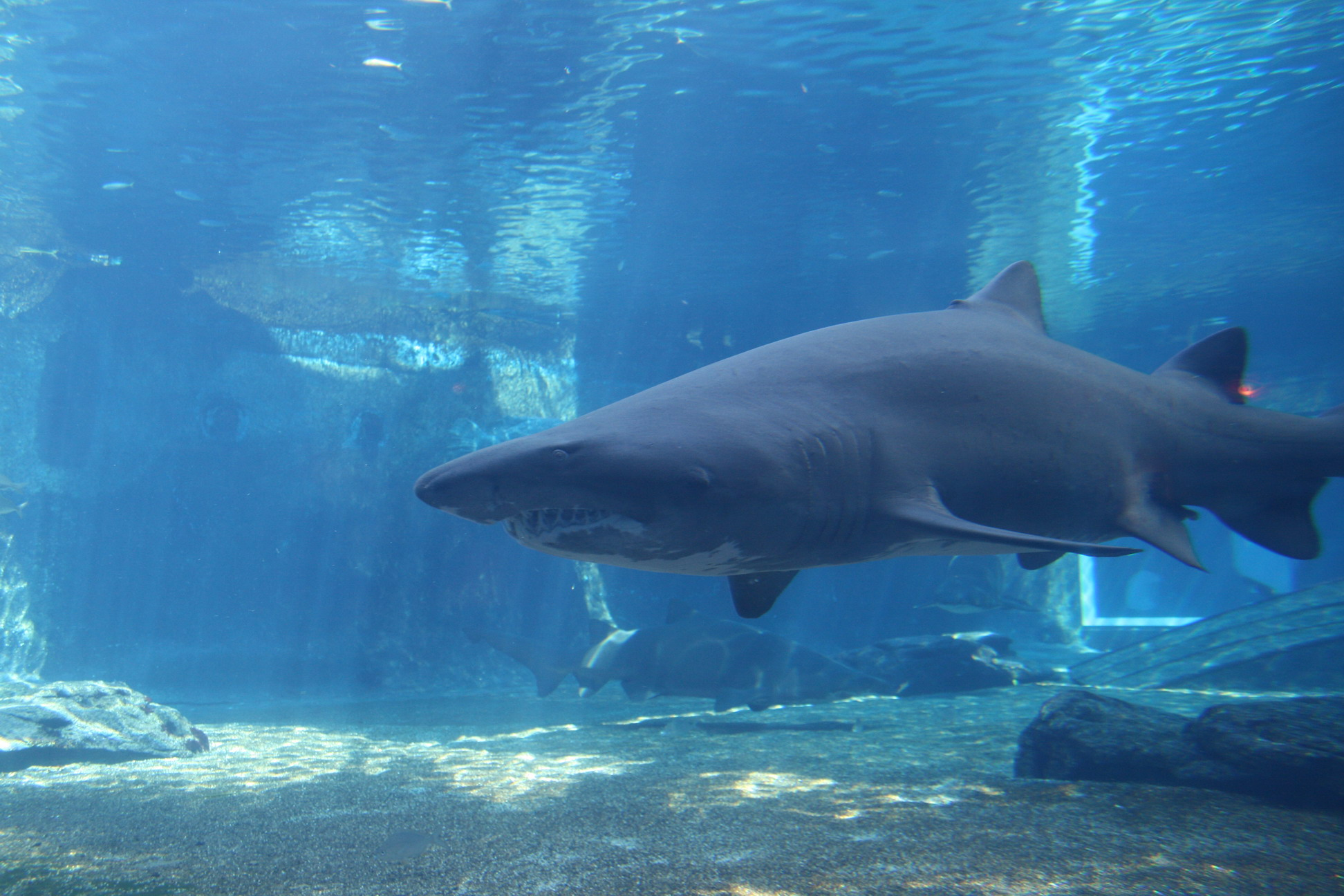
Обыкновенная песчаная акула в аквариуме

Обыкновенные песчаные акулы являются объектом коммерческого промысла, особенно в северо-западной части Тихого океана, в тропических водах западного побережья Африки, в северной части Индийского океана и в западной Атлантике. Их добывают с помощью ярусов, а также ставных донных жаберных сетей и пелагических и донных тралов. Мясо поступает на рынок в свежем, замороженном, копчёном и солёно-вяленом виде. Из отходов производят рыбную муку, шкуру выделывают, из печени добывают жир, плавники ценятся в Юго-Восточной Азии в качестве ингредиента для супа, челюсти и зубы продают как сувениры.

### Природоохранный статус
Этот вид внесён в список уязвимых Международным союзом охраны природы (МСОП) и признан находящимся под угрозой уничтожения в Квинслэндском Природоохранном Акте 1992 года. Согласно постановлению Национальной службы морского рыболовства США, любая пойманная песчаная акула должна быть незамедлительно отпущена обратно с минимальным для неё ущербом, а ловля песчаных акул и сбыт любых частей их тела являются нелегальными на всем Атлантическом побережье США. Популяция песчаных акул уменьшилась более чем на 20 % за последние 10 лет, что является следствием определённых антропогенных факторов. Часто песчаные акулы попадают в рыболовецкие сети, но чаще их ловят крючковым ловом, иногда в ходе Спортивного рыболовства. Плавники песчаных акул являются популярным блюдом в Японии. Жир печени — компонент некоторых косметических товаров, таких как помада. Таким образом, именно чрезмерная добыча песчаных акул человеком является главной причиной резкого падения их численности. В северной Австралии в сети, которые ставят для ограждения купающихся людей от акул, попадает много песчаных акул, которые затем погибают от удушья или становятся добычей рыбаков. Дельты рек на Атлантическом побережье США являются домом для юных песчаных акул, таким образом, загрязнение рек также негативно сказывается на выживаемости молоди.